# Sonia Huguet
Sonia Huguet, verh. Raiwisque, (* 13. September 1975 in Saint-Avold) ist eine ehemalige französische  Radrennfahrerin.
Schon der Vater von Sonia Huguet war Radrennfahrer. Die Tochter bestritt mit 14 Jahren erste Rennen. Von 1994 bis 2005 betrieb sie professionellen Radsport. In dieser Zeit wurde sie fünfmal französische Meisterin, 1996 im Punktefahren und im Mannschaftszeitfahren, 2004 und 2005 nochmals im Punktefahren. 2003 errang sie den Titel der französischen Straßenmeisterin. 2004 wurde sie zweifache Polizei-Europameisterin.
Ihr größter Erfolg war im Jahr 2004 der Sieg bei der Flèche Wallonne und ist die einzige Französin, der bisher (Stand 2014) ein Sieg bei einem Weltcup-Rennen gelang. Ihre Popularität litt darunter, dass sie während ihrer gesamten Karriere im Schatten von Jeannie Longo-Ciprelli stand, hinter der sie bei französischen Meisterschaften mehrfach Zweite oder Dritte wurde.